# Mons Pico
Pico ist das spanische Wort für Gipfel und seit 1935 der Name eines Inselberges im nördlichen Teil des Mare-Imbrium-Bassins auf dem Erdmond. Er hat eine Höhe von 2,4 km und einen Durchmesser von rund 25 km mal 15 km. Im Nordwesten stehen die Montes Teneriffe.